# Euonymus pleurostylioides
Euonymus pleurostylioides là một loài thực vật có hoa trong họ Dây gối. Loài này được (Loes.) H.Perrier mô tả khoa học đầu tiên năm 1946.